# Farzad Bishop
Farzad Bishop ist ein iranischer Luftfahrtexperte und Autor, der viele Jahre über die Luftwaffen der nahöstlichen Länder forschte. Seine Artikel und Beobachtungen wurden in den iranischen sowie internationalen Zeitschriften der militärischen Luftfahrt gedruckt. Er betrieb besondere umfangreiche Forschungen zum Ersten Golfkrieg.

## Bücher
- mit Tom Cooper: Iranian F-14 Tomcat Units in Combat. Osprey Publishing, 2004, ISBN 1-84176-787-5
- mit Tom Cooper: Iranian F-4 Phantom II Units in Combat. Osprey Publishing, 2003, ISBN 1-84176-658-5
- mit Tom Cooper: Iran–Iraq War in the Air 1980–1988. Schiffer Publishing, 2003